# Sachara
Il Sachara (in russo Сахара?) è un fiume della Russia siberiana orientale (Repubblica autonoma della Sacha-Jacuzia), affluente di destra dell'Allach-Jun' (bacino idrografico della Lena).
Nasce dai monti Sette-Daban, e scorre tra quest'ultimi e gli Ulachan-Bom che attraversa prima di sfociare nell'Allach-Jun' a 94 km dalla foce. Il suo corso si svolge in direzione mediamente sud-occidentale; la lunghezza del fiume è di 117 km, l'area del bacino è di 2 880 km².
Il Sachara, come tutti i fiumi della zona, è interessato dal congelamento delle acque da ottobre a metà maggio. Il suo maggior affluente è l'Akra (lungo 47 km) proveniente dalla destra idrografica che scende dagli Ulachan Bom. 